# مسرح جريمة

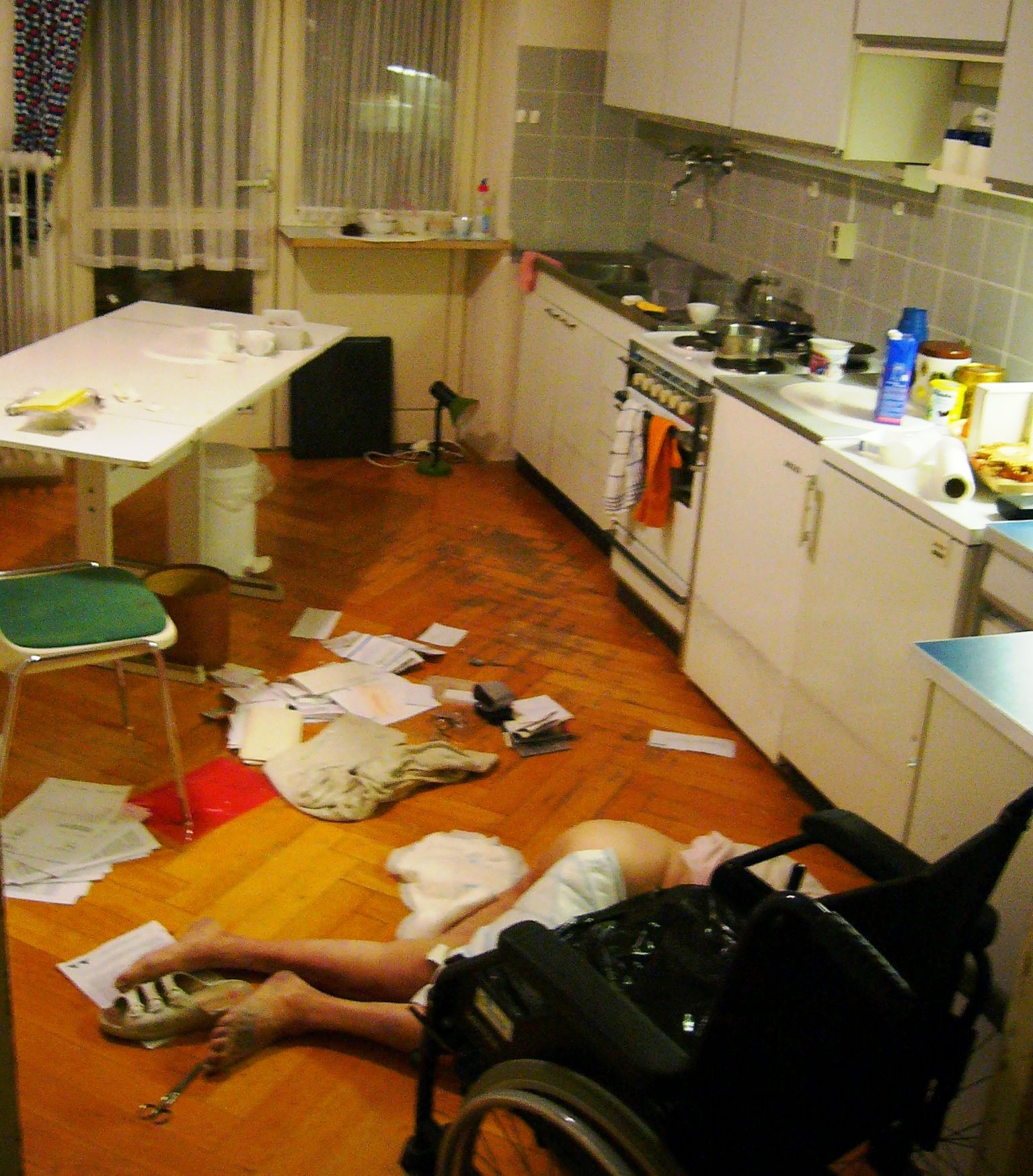

مسرح الجريمة هو المكان أو مجموعة من الأمكنة المختلفة التي شهدت وقوع جريمة.

## تعريف
مسرح الجريمة يحتوي مختلف الأماكن التي توجد بها أدلة و مؤشرات عن فعل جنائي ما، و هي تحتوي:
- المكان الذي تم فيه العثور على الجريمة (يقدر في بعض الأحيان بالكيلومترات، مثلا في حوادث الطائرات).
- المكان الفرعي الذي شهد فعل جنائي متصل بالجريمة و الأماكن العامة المستغلة من طرفها.

## محيط الجريمة
حدود ساحة الجريمة تحدد من قبل المتحرين الذين يمنعون عامة الناس من الاقتراب منها حتى وصول الشرطة الجنائية و كذلك يعملون على التحري في المكان لكشف القضية.

يحاط مسرح الجريمة بشريط بلاستيكي يسمى عند بعض الأطراف ""مجمد الأماكن"".

## ما يحدث على مسرح الجريمة
واقعيا، أول من يصل إلى مسرح الجريمة هم الأشخاص الذين يكتشفون الجريمة، الذين بدورهم يتصلون إما بالشرطة أو برجال الإطفاء، بالنسبة للشرطة فإن أول شرطي يصل المكان يجب عليه تأمين ساحة الجريمة و عادة ما يحيطه بشريط حتى وصول فرق التحقيق و الشرطة. و حال وصول الشرطة الجنائية و فريق الطب الشرعي، يشرعون في جمع الأدلة و المؤشرات، و في نفس الوقت يقرر الطبيب الموجود على عين المكان إذا كانت توجد حالة وفاة أم لا. و بطبيعة الحال فإن كل الموجودين في مسرح الجريمة سيتركون أثرا (رجال الإطفاء مثلا...) و لهذا فإن كشف البصمات هي أكثر عملية فعالة لتمييز الجناة من المسعفين و الشرطة.

في بعض الأحيان فإن مسرح الجريمة يفسده الجاني أو المسؤول أو المشارك في الجريمة و بهذا فإن أمر كشف الحقيقة يصعب على المتحرين و المعنيين بالأمر.

## مقالات ذات صلة
- طب شرعي
- شرطة
- أدلة جنائية
- علم أحياء الأدلة الجنائية